# Bobby Brown (beisbolista)
Robert William Brown (Seattle, 25 de octubre de 1924 - Fort Worth, 25 de marzo de 2021) fue un tercera base y ejecutivo de béisbol profesional estadounidense que fue presidente de la Liga Americana (AL) de 1984 a 1994. También fue un médico que estudió para obtener su título de médico durante su carrera de jugador de ocho años con los Yankees de Nueva York (1946-1952, 1954).

## Biografía

### Educación
Nacido en Seattle, Washington y asistió a Galileo High School en San Francisco, luego a la Universidad Stanford y Universidad de California en Los Ángeles, antes de recibir su título de médico en la Universidad Tulane. Durante su tiempo en Stanford, él y otro estudiante estuvieron involucrados en el rescate de un guardacostas de un accidente aéreo, por lo que Brown recibió una Medalla de Plata Salvavidas.

### Carrera en el béisbol
A veces conocido como "Golden Boy" y también como "Blond Phenom" durante su carrera en el béisbol, Brown jugó 548 partidos de temporada regular para los Yankees, con un promedio de bateo de por vida de .279 y 22 jonrones.  Era bateadpr zurdo pero lanzaba con la mano derecha. Además, apareció en cuatro Series Mundiales (1947, 1949, 1950, 1951) para Nueva York, bateando 439 (18 de 41) en 17 juegos. Su último juego fue el 30 de junio de 1954. Se perdió una temporada y media por su servicio militar durante la Guerra de Corea.
Brown tuvo un triple con las bases llenas en el Juego 4 y un triple de dos carreras en el Juego 5 de la Serie Mundial de 1949 que aseguró el campeonato. Volvió a triplicar en el juego final de la Serie Mundial de 1950.
Una famosa historia que ha circulado durante años en los círculos del béisbol, y que fue contada por el mismo Brown, refiere al momento en que el compañero de habitación de Brown en Triple-A era el futuro receptor estrella de los Yankees Yogi Berra, que tenía poca educación formal. Los dos estaban leyendo en su habitación de hotel una noche: Berra un cómic y Brown su copia de Patología de Boyd. Berra llegó al final de su cómic, lo tiró a un lado y le preguntó a Brown: "Entonces, ¿cómo te está yendo el tuyo?"

### Carrera ejecutiva de béisbol
Brown practicó cardiología en el área de Dallas-Fort Worth hasta mayo de 1974, cuando tomó una licencia para servir como presidente interino de los Texas Rangers de la Liga Americana, y luego regresó a la medicina después de la temporada. En 1984, sucedió a Lee MacPhail como presidente de la Liga Americana y ocupó el cargo durante una década. Gene Budig lo sucedió. En 1992 y 1993, Brown presentó el Trofeo de la Serie Mundial (en ambas ocasiones a los Toronto Blue Jays), ya que en ese momento la oficina del Comisionado de Béisbol estaba oficialmente vacante, con Bud Selig ejerciendo los poderes del Comisionado como Presidente del Ejecutivo. Las presidencias tanto de la Liga Americana como de la Liga Nacional fueron eliminadas en 2000, y sus funciones fueron absorbidas por la oficina del Comisionado.

## Legado
Es un veterano condecorado de dos guerras, un destacado jugador de béisbol que sirvió en cinco equipos de campeonato, un médico consumado y presidente de la Liga Americana, se considera que Brown tiene pocos iguales en la historia de las Grandes Ligas. Era un habitual en las celebraciones anuales del Día de los Veteranos de los Yankees.
El 26 de marzo de 1957, Brown participó en el programa de juegos To Tell The Truth.
Sara, la esposa de Brown durante más de 60 años, falleció el 26 de marzo de 2012. Se casaron en octubre de 1951, poco después de la Serie Mundial de 1951.
Bobby Brown falleció el 25 de marzo de 2021 en su casa de Fort Worth, Texas. Tenía 96 años, y fue el último miembro vivo del equipo de los Yankees que ganó la Serie Mundial de 1947.